# Bulbophyllum macrochilum
Bulbophyllum macrochilum là một loài phong lan thuộc chi Bulbophyllum.